# Tetragnatha niokolona
Tetragnatha niokolona är en spindelart som beskrevs av Roewer 1961. Tetragnatha niokolona ingår i släktet sträckkäkspindlar, och familjen käkspindlar.
Artens utbredningsområde är Senegal. Inga underarter finns listade i Catalogue of Life.